# Esquirol-antílop de Harris
L'esquirol-antílop de Harris (Ammospermophilus harrisii) és una espècie de rosegador de la família dels esciúrids. Viu a Mèxic i els Estats Units per sota de 1.350 msnm. Ocupa diversos hàbitats desèrtics, incloent-hi les zones àrides amb cactus i els matollars desèrtics. Està amenaçat per l'ús de verí i trampes parades pels humans per caçar altres espècies.
Aquest tàxon fou anomenat en honor del granger i ornitòleg estatunidenc Edward Harris.